# Отрадна (станиця)
Отрадна — станиця на південному сході Краснодарського краю, адміністративний центр Отрадненського району, найбільший його населений пункт.
Населення — 22,7 тисяч осіб (2002).
Станиця розташована на лівому березі річки Уруп, при впадінні в нього лівих приток Великого Тегиня, Кунтімес, Джелтмес. Найближчі залізничні станції: Невіномисськ (за 55 км північно-східніше), Армавір (за 80 км на північний захід). Відстань до Краснодару становить 310 км.
Станиця була заснована в 1857 році на місці знищеного адигейського аула. Перша назва станиці — Усть-Тегиньска. Була заселена козаками старої лінії (по Кубані) і переселенцями з Дону.
До 1920, станиця Отрадна входила в Баталпашинський відділ Кубанської області.
Сьогодні в Отрадній розташовані філія Кубанського державного університету, 4 середні школи, середньо-спеціальні навчальні заклади. Є кілька фабрик, найвідоміші — з виготовлення меблів.
1984 року в районі станиць Отрадної й Попутної були відкриті природні термальні джерела. Станиця відома своїми виробами народного промислу. Отрадна, як і в цілому Отрадненьский район мають багато історичних знахідок. Історико-краєзнавчий музей станиці має в експозиції багату колекцію археологічних знахідок, експонатів історії козацтва кубанського передгір'я.

## Особистості
В станиці народився Селютін Аркадій Михайлович — генерал-майор, Герой Радянського Союзу.